# Berevaar
Berevaar (Engels: Hogfather) is het twintigste boek uit de Schijfwereldreeks van de Britse fantasyschrijver Terry Pratchett. Berevaar is Pratchetts Schijfwereldversie van de Kerstman.

## Verhaal
Het is Berewaaksavond en Berevaar is nergens te vinden. De Dood neemt met zijn huisknecht Albert diens plaats in. Hij deelt gratis cadeautjes uit bij het plaatselijke warenhuis, tot ongenoegen van bedrijfsleider Kruimpjes, en gaat met de slee pakjes rondbrengen. Intussen gaat Suzan, de kleindochter van de Dood, op zoek naar Berevaar.

## Trivia
- British Sky Broadcasting (BSkyB) maakte in 2006 van dit verhaal de lange televisiefilm Hogfather.